# Solanum umbelliferum
Solanum umbelliferum là loài thực vật có hoa trong họ Cà. Loài này được Eschsch. miêu tả khoa học đầu tiên năm 1826.